# Mesosemia philocles
Mesosemia philocles är en fjärilsart som beskrevs av Carl von Linné 1758. Mesosemia philocles ingår i släktet Mesosemia och familjen Riodinidae. Inga underarter finns listade i Catalogue of Life.

## Bildgalleri

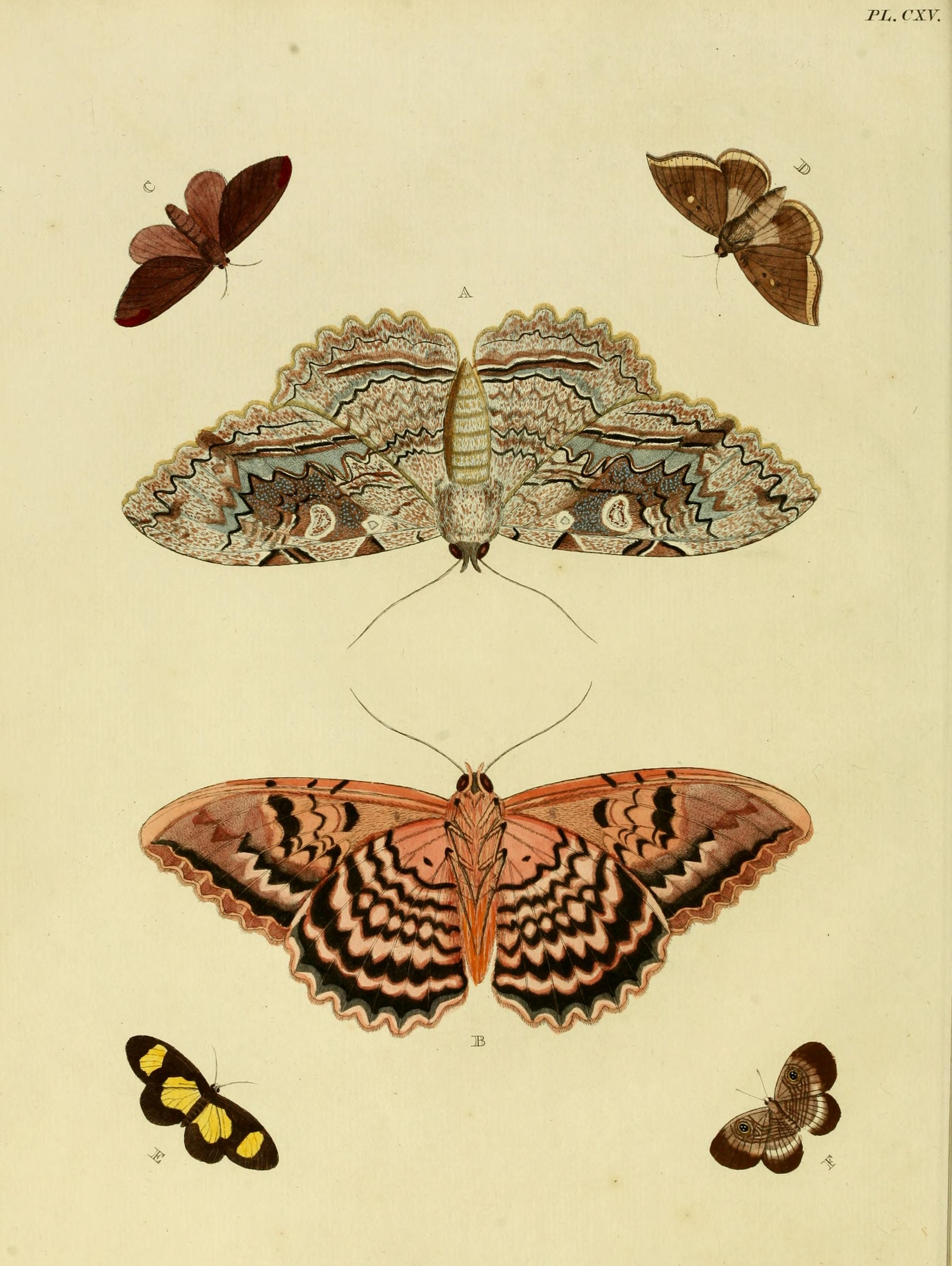
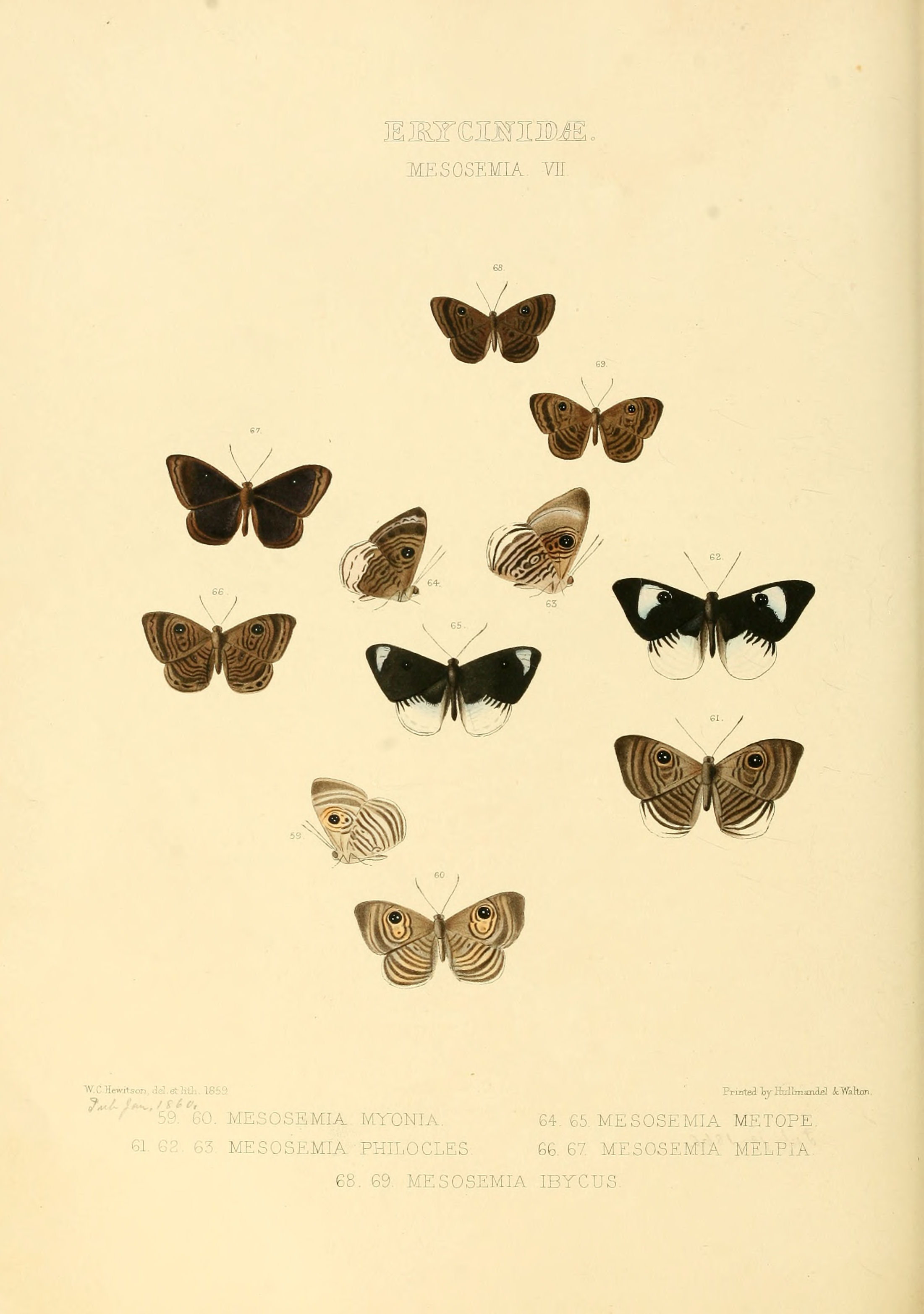